# Бассель Жраді
Бассель Закарія Жраді (араб. باسل زكريا جرادي, нар. 6 липня 1993, Копенгаген) — данський та ліванський футболіст, півзахисник кіпрського клубу «Аполлон».
Виступав, зокрема, за клуб «Хайдук» (Спліт), а також національну збірну Лівану.

## Клубна кар'єра
У дорослому футболі дебютував 2012 року виступами за команду «Академіск», у якій провів один сезон, взявши участь у 28 матчах чемпіонату. 
Згодом з 2013 по 2018 рік грав у складі команд «Норшелланн», «Стремсгодсет», «Ліллестрем» та «Стремсгодсет».
Своєю грою за останню команду привернув увагу представників тренерського штабу клубу «Хайдук» (Спліт), до складу якого приєднався 2018 року. Відіграв за сплітської команди наступні три сезони своєї ігрової кар'єри. Більшість часу, проведеного у складі «Хайдука», був основним гравцем команди.
До складу клубу «Аполлон» приєднався 2021 року. Станом на 6 вересня 2022 року відіграв за клуб з Лімасола 22 матчі в національному чемпіонаті.

## Виступи за збірні
У 2008 році дебютував у складі юнацької збірної Данії (U-16), загалом на юнацькому рівні взяв участь у 16 іграх.
У 2013 році залучався до складу молодіжної збірної Данії. На молодіжному рівні зіграв у 7 офіційних матчах, забив 2 голи.
У 2015 році дебютував в офіційних матчах у складі національної збірної Лівану.
У складі збірної був учасником кубка Азії з футболу 2019 року в ОАЕ.
| Дата       | Місто         | Господарі  | Результат | Гості                | Турнір                     | Голи | Примітки |
| ---------- | ------------- | ---------- | --------- | -------------------- | -------------------------- | ---- | -------- |
| 26-8-2015  | Сайда (місто) | Ліван      | 2 – 3     | Ірак                 | товариський матч           | 1    | 73'      |
| 11-10-2016 | Бейрут        | Ліван      | 1 – 1     | Екваторіальна Гвінея | товариський матч           | -    |          |
| 15-11-2018 | Робіна        | Узбекистан | 0 – 0     | Ліван                | товариський матч           | -    |          |
| 20-11-2018 | Сідней        | Австралія  | 3 – 0     | Ліван                | товариський матч           | -    | 70' 75'  |
| 9-1-2019   | Аль-Айн       | Катар      | 2 – 0     | Ліван                | Кубок Азії 2019 - 1-й етап | -    |          |
| 14-11-2019 | Бейрут        | Ліван      | 0 – 0     | Південна Корея       | Відбір до ЧС 2022          | -    |          |
| 19-11-2019 | Бейрут        | Ліван      | 0 – 0     | Північна Корея       | Відбір до ЧС 2022          | -    | 57'      |
| Усього     |               | Матчів     | 7         |                      | Голів                      | 1    |          |

## Титули і досягнення
- Чемпіон Кіпру (1):

«Аполлон»: 2021–22
- Володар Суперкубка Кіпру (1):

«Аполлон»: 2022